# Carolina Herrero Schell
Carolina Herrero Schell (Buenos Aires, Argentina, 1988) es una socióloga feminista hispanoargentina, doctora en estudios feministas y de género de la Universidad Complutense de Madrid. Ha destacado en el ámbito académico por sus investigaciones literarias con perspectiva de género y como directora de un documental feminista.

## Trayectoria y reconocimientos
Es doctora en estudios feministas y de género por la Universidad Complutense de Madrid. Su tesis titulada La heterodesignación en la novela contemporánea española (1975-2015). Un análisis de contenido con perspectiva feminista recibió el premio a la mejor tesis doctoral de feminismo y género de la Universidad Complutense de Madrid UCM (II Edición). Herrero Schell analiza las principales novelas de escritores contemporáneos publicadas entre 1975 y 2015, constatando como el rol que los hombres asignan a las mujeres reproduce la dominación patriarcal y la violencia.  Ella misma ha declarado:

"Las mujeres no participan como dueñas de sus cuerpos ni tampoco de su sexualidad, lo que supone una nueva forma de dominación masculina en el ámbito literario"

Herrero Schell ha compaginado su trabajo de investigación feminista con el de consultora de investigación social y con diversas publicaciones, analizando las relaciones de poder desde una perspectiva intercultural y anticapacitista. También realiza entrevistas en medios de comunicación y podcasts especializados.
En 2019 dirigió el documental Sin tu permiso. Nosotras en la escena hardcore y punk estatal junto a Esther Galván Rubio, Marina López Baena y Ana Martínez Martín. Es un documental testimonial que visibiliza el empoderamiento, la subversión, así como también las violencias y discriminaciones que vivencian las mujeres y otras identidades de género no hegemónicas en los estilos musicales hardcore y punk. El documental fue presentado en el teatro del barrio de Madrid, agotando todas las entradas en los dos pases.

## Obra
Libros e investigaciones
- Herrero Schell, Carolina. 2014. La representación de la feminidad en la literatura infantil. Un análisis de contenido. III Xornada de Innovación Educativa en Xénero: docencia e investicación. ISBN 978-84-8158-630-5, págs. 157-175.[11][12]
- Herrero Schell, Carolina. 2024. La heterodesignación en la novela española contemporánea (1975-2015). Madrid: Ediciones Complutense. ISBN: 978-84-669-3828-0. ISBN (PDF): 978-84-669-3829-7.[13][5]
- Herrero Schell, Carolina. 2018. “La perpetuación de la violencia simbólica en el canon literario androcéntrico”. En Hilos Violetas: Nuevas propuestas feministas. Un diálogo abierto. Madrid: Traficantes de Sueños. ISBN 978-84-09-02059-1.[14]
- Herrero Schell, Carolina y García-Santesmases Fernández. 2016. “El reto de la (co) educación inclusiva en las aulas multiculturales”. Revista Temas de Educación 21/2, Universidad de la Serena (Chile), págs. 249-260.[15]
- Herrero Schell, Carolina, García-Santesmases Fernández, A, Martínez Ten, L.(2012). “Análisis de las causas que dificultan el acceso del alumnado con discapacidad a la Universidad y a la Formación Profesional”. Ministerio de Sanidad, Servicios Sociales e igualdad y el Real Patronato sobre Discapacidad.[16]
- Herrero Schell, Carolina y García-Santesmases Fernández. 2012. La construcción de la identidad de género desde una perspectiva intercultural: propuestas didácticas de intervención educativa.[17]

Documental
- Carolina Herrero Schell, Esther Galván Rubio, Marina López Baena, Ana Martínez Martín, 2020. Documental Sin tu permiso. Nosotras en la escena hardcore y punk estatal.[9]